# 1946 en Ontario
Chronologie de l'Ontario
- 1942
- 1943
- 1944
- 1945
- 1946
- 1947
- 1948
- 1949
- 1950

Cette page concerne des événements d'actualité qui se sont produits durant l'année 1946 dans la province canadienne de l'Ontario.

## Politique
- Premier ministre : George Drew (Parti progressiste-conservateur)
- Chef de l'Opposition: Farquhar Oliver (Parti libéral)
- Lieutenant-gouverneur: Albert Edward Matthews (en) puis Ray Lawson (en)
- Législature: 22e (en)

## Naissances
- Gilles Julien, administrateur scientifique.
- 5 mars : Richard Bell (en), musicien († 15 juin 2007).
- 5 mars : Paul DeVillers, député fédéral de Simcoe-Nord (1993-2005).
- 17 mai : Joan Barfoot (en), romancière.
- 3 juin : Bud Wildman (en), chef du Nouveau Parti démocratique de l'Ontario par intérim.
- 17 juin : Ernie Eves, 33e premier ministre de l'Ontario.
- 24 juin : David Collenette, député fédéral de York-Est (1974-1979, 1980-1984) et Don Valley-Est (1993-2004).
- 19 juillet : Dennis Mills (en), député fédéral de Broadview—Greenwood (1988-2000) et Toronto—Danforth (2000-2004).
- 8 août : Richard Johnston (en), député provincial de Scarborough-Ouest (en) (1979-1990).
- 4 septembre : Greg Sorbara, député provincial de York-Nord (1985-1987), York-Centre (1987-1995, 2001-2007) et Vaughan—King—Aurora (2007-2012).
- 16 octobre : Elizabeth Witmer, députée provincial de Waterloo-Nord (1990-1999) et Kitchener—Waterloo (1999-2012).
- 12 novembre : Peter Milliken, député fédéral de Kingston et les Îles (1988-2011) et 34e président de la Chambre des communes du Canada.
- 17 novembre : Bob McBride (en), chanteur († 20 février 1998).
- 28 novembre : François Beaulne (banquier, diplomate et homme politique)
- 17 décembre : Eugene Levy, acteur, réalisateur et scénariste.

## Décès
- 21 février : Howard Ferguson, 9e premier ministre de l'Ontario (° 18 juin 1870).
- 6 décembre : Charles Stewart, premier ministre de l'Alberta (° 26 août 1868).
- 29 décembre : James Thomas Milton Anderson, premier ministre de la Saskatchewan (° 23 juillet 1878).